# ドリームクリエイター
『ドリームクリエイター』（DREAM CREATOR）は、ニコニコ生放送とテレビ東京で放送されていたテレビ番組である。略称は『ドリクリ』。
2011年5月1日（ニコニコ生放送では4月30日）放送開始。2012年3月29日（ニコニコ生放送では3月23日）でいったん「打ち切り」になったあと、2012年7月5日（ニコニコ生放送では6月30日）に再開した。2013年4月3日から『ドリーム²クリエイター』にタイトル変更し、2013年9月25日で終了。

## 番組形態

### テレビ東京
第1期は毎週日曜日25:35 - 26:05に放送。第2期・第3期に入り毎週木曜日27:00 - 27:30に放送。第3期途中の2012年10月4日から毎週木曜日27:05 - 27:35に、2013年4月3日から毎週水曜日25:35 - 26:05にそれぞれ移動。

### ニコニコ生放送
テレビ放送の前週の火曜日に収録の様子を生配信していた。
開始時刻（収録開始時刻）は、2013年4月から隔週火曜21:30 - 26:00で2本撮り。番組時間は、名目上は4時間30分と告知されているが、収録が終了するまで延長されるため、実際の番組時間は不定である。

## 内容
「インターネットの世界で活躍するクリエイターを紹介・応援する番組」とのコンセプトのもと、クリエイター（視聴者）とともに作り上げていく番組で、番組のオープニング動画やそこで流れるナレーション、番組背景（クロマキー合成による）といった部分まで視聴者の作品が取り入れられている。また、収録放送中にゲストがリクエストしたことをユーザーが放送中に作品を作成、投稿し、番組内で紹介されるといったインターネットならではの試みも行われている。

## 出演者

### MC

#### スタジオMC
- 百花繚乱（ネットタレント）
- 石田晴香（AKB48）（2012年7月14日、8月4日 - ） - MCとなる以前は、2011年12月17日から出演、2012年1月14日から2012年3月17日まで準レギュラー（2012年3月23日は、AKB48コンサート「業務連絡。頼むぞ、片山部長! in さいたまスーパーアリーナ」のため出演なし）。準レギュラー中は第39回以外毎回出演していて、事実上はレギュラーだった。
- 田村淳（ロンドンブーツ1号2号）（2013年4月10日 - ）

### アシスタント
番組内で言及される肩書きは番組企画などにより一時的に変更されることもある。

#### レギュラーアシスタント
- 桃知みなみ（アニメちっくアイドル）
- ドグマ風見（ゲーム実況界のカリスマ）

### ドリクリ研究生（にぎやかし）
- アイシス（2013年4月2日 - ）
- 荒木奈々（2013年4月2日 - ）
- ゆうなまん（川崎裕菜）（2013年7月9日 - ）
- 爆笑コメディアンズ
- いずみ包（不定期）

### ドリームプリンセス
- 中嶋春陽
- 山口ましろ
- 平山佳奈

### 過去の出演者

#### スタジオMC
- 白石小百合（テレビ東京アナウンサー）（2011年4月30日 – 2012年3月23日、6月30日）
- 繁田美貴（テレビ東京アナウンサー）（2011年4月30日 – 2012年3月23日、6月30日） - 白石と繁田は原則として隔週交代で出演していた。2012年6月以降のスケジュールが合わないため降板。
- 日南響子（2012年7月7日 - 7月21日） - 8月4日のニコニコ生放送冒頭で、事務所希望を理由とした降板が番組スタッフにより発表された。

#### アシスタント
- 爆笑コメディアンズ・秀作 - レギュラーアシスタント後はにぎやかしに格下げされ出演している。
- 百枝りのん

#### ドリクリ研究生（にぎやかし）
- 岸明日香（2013年4月2日 - 2013年6月25日）
- 天童なこ（2013年4月2日 - 2013年6月25日）

## 番組キャラクター

### くぎうまちゃん
CGM的に誕生した番組キャラクター。ゲスト出演した三重の人のイラストを原案に、視聴者によりデザイン。
くぎうまちゃんの誕生経緯は少々複雑で、まず最初に番組ゲストとして出演した「三重の人」が番組内で描いた「ヤマタノオロチ」が、まるで釘の刺さった馬にしか見えないとして「釘馬」なる名前が付けられた。次に視聴者の一人である「popop」（ぽぽっぷ）がスクール水着姿で背負ったランドセルから7本の首が生えた（8本目はくぎうまちゃん自身の頭部）擬人化キャラとして番組に投稿。そこに公募（音声専門コミュニティサイト「こえ部」からの投稿）で選ばれた「水野らむね」によって声がつけられた。

### ドソクソちゃん
2012年3月23日の番組中にゲストの岸田メルが描いた、少女のキャラクター。自筆の題字「ドリ☆クリ」が「ドソ☆クソ」と読めたことから「ドソクソちゃん」と名づけられた。

## 主な企画
今週のワンフレーズP
視聴者が口ずさんだりボーカロイドを用いて歌わせたフレーズを、ゲストのボカロPが編曲し、伴奏をつけてその回のエンディング楽曲として作り上げる。フレーズは事前に投稿されたものか、Skypeで直接披露されたものの中からその回のゲストPが選ぶ（スタジオに来られない、あるいはSkypeが繋げないなどの理由で本人が選出できない場合はスタジオにいる誰かが代理として決定する）という方式が取られ、番組内ユニット「ワンフレーズガールズ」（山口ましろ、中嶋春陽、平山佳奈の3名。のちに『ドリームプリンセス』に改称）が歌った。
「くぎうまちゃん」島根公認キャラクターへの道
くぎうまちゃんを島根県の公認キャラクターにする企画。
ヤマタノオロチ伝説発祥の地とされる島根県のご当地キャラクターとして認めてもらうべく、水野が伝説の生まれた地である雲南市に出向き、市庁舎での行き違いを経た後に都内のアンテナショップ「にほんばし島根館」にて市長と面会。雲南市の特別住民票交付の確約を得ることに成功した（その後の放送で住民票取得を発表）。さらに同アンテナショップのホームページにおいて日本地図の中から島根県の場所を当てるクイズを実施。正解者が島根県の人口を超えたら立て看板を設置するという企画を行い、達成したことで巫女服姿の立て看板が作られ、入り口に設置された。
女子アナアニソン対決
情報番組『アニソンぷらす』との連動企画。双方の番組が擁するアナウンサーのチームが「歌ってみた」（カラオケ歌唱）動画をニコニコ動画に投稿し、再生数を競った。『ドリクリ』チームには繁田美貴・白石小百合・紺野あさ美・植田萌子、『アニソンぷらす』チームには相内優香・秋元玲奈が参加し、ドリクリチームが勝利した。
一般人＆AD（決定）CDデビュー
水野らむね（声優志望の一般人）とマスク姫（番組AD）のユニット「一般人＆AD（決定）」がCDデビューした。ユニット名の「決定」は、当初「一般人＆AD（仮）」という仮称だったのが正式名に決定したため。
アニソンカバー企画
番組キャラ募集
みんなでPVを作ろう
視聴者から寄せられたイラストを素材として、映像クリエイター三重の人が、ローソン公式キャラクター「あきこロイドちゃん」公式PVを作成した。
ドリーム・ボーカリスト
既存のアニメソングを有名ボカロP（動画投稿サイトでボーカロイドを使った作品を投稿する人物の通称）がアレンジし、それをカラオケ音源にしたものを使って視聴者が歌い、ニコニコ動画やこえ部に投稿。その中からボカロPが最終候補の数作品をチョイスし、ニコニコ生放送内のアンケートで最も得票数を獲得した歌い手がCDデビューできるという企画。企画は「ピリオド」という単位で区切られ、第5ピリオドまで行われた。それぞれのピリオドで選出された歌い手はエスエムイーレコーズから2012年3月21日発売の同名のアルバムに収録（スタジオで再録したもの）された。それ以外にも特別編として、「残酷な天使のテーゼ」を視聴者が歌い、投稿した全員の歌声をミックスしたものを同CDに収録する合唱企画が行われた。
歌のあるガムプロジェクトNEXT
2009年から行われているオーディション「歌のあるガムプロジェクト」の第3弾を番組内で行う。合格者は、ロッテのCMソングに採用され、Sony MusicからCDメジャーデビューする。
桃知みなみ世界征服宣言
Document of DREAM CLEATORS
毎回、動画共有サイトで活躍するさまざまなアーティストなどにスポットを当て、ドキュメンタリー形式で送る企画。
ワンクールアイドル
「ワンクール（約3か月）後には解散」ということだけがあらかじめ決定している状況でスタートした期間限定のアイドル企画。
解散までのごくわずかな期間に、アイドルが経験する様々な出来事（オーディションからボイストレーニング、ライブ、オリジナル楽曲作成、PV撮影、解散ライブまで）を駆け足で体験する。先述のとおり解散することとスタッフ以外は何も決まっていなかったため、グループ名も番組内でユーザーが持ち寄った案をネットアンケートにかける方式がとられ、「閃光花火」に決定。オーディション会場で発表された。オーディションの段階では採用人数も決まっておらず、最終的に16人が選ばれた。解散ライブではオリジナル楽曲「記憶はいつまでも君に残る」（作詞：藤原行長、作曲：齋藤真也）を披露。予定通り7月7日に「解散」。企画はそこで終了のはずであったが、秋葉原で開催される「アキバ大好き!祭り」からのオファーが舞い込み、急遽「延長戦」のアンケートが行われることとなる（イベントは解散後の開催だが、解散を七夕に設定していたため、厳密には『ワンクール未満』になってしまうという事情もあった）。番組側が閃光花火に提示した参加条件は番組内アンケートで「参加しても構わない」とする意見が90％以上という厳しいもので、結果は失敗。メインステージに立つことは出来なかったが、会場そばでCDの手売りを行った。

## ネット局
| 放送地域   | 放送局         | 放送系列           | 放送開始日     | 放送終了日     | 放送日時                 |
| ---------- | -------------- | ------------------ | -------------- | -------------- | ------------------------ |
| 日本全国   | ニコニコ生放送 | インターネット配信 | 2011年04月30日 | 2013年09月03日 | 火曜 22時30分 - 26時00分 |
| 関東広域圏 | テレビ東京     | テレビ東京系列     | 2011年05月01日 | 2013年09月25日 | 水曜 25時35分 - 26時05分 |

## スタッフ
TD、カメラ、音声、編集、ディレクターは持ち回り（毎回または数回に一度、スタッフが変わる）
- ナレーション：水野らむね（2013年1月17日 - ）[12]、おーくまねこ。（2013年4月3日 - ）
- 企画：山田耕三（2012年3月まではプロデューサー、2011年9月まではチーフADも兼務）
- 構成：小林隆史、コバヤシマナブ、山越和宏
- TD：榎本大（以前はカメラ、VE兼務）、野村諭、戸津弘貴
- VE：高橋裕子
- カメラ：山本弘純、越後屋悠平、清水祐介、倉淵彩、斎藤正隆
- 技術助手：酒井規久子、原田巌（以前はカメラ）
- 音声：臼本泰一、鈴木紀浩
- 照明：井町成宏
- 美術：金森明日香
- CG：赤珊瑚
- 音楽：田部章男
- 音効：村山達彦
- 技術協力：テクノマックス、TAMCO
- 製作協力：ニコニコ動画、エムファーム、RIKOmania、クローク、Koebu、テレビ東京ミュージック
- 編集：菅野雄介（テクノマックスビデオセンター）
- ディレクター：中津川健次郎、佐々木明夫、中川大輔、三宅康仁
- AP：松本匡貴（2011年9月まではVTRアシスタントディレクター、2013年3月まではチーフAD）、宮澤智美
- AD：内山凌、出家李紅
- 制作進行：渡邉京子
- 総合演出：黒田豊秋（2013年3月まではディレクター）
- アソシエイツプロデューサー：清水一光、細谷伸之（2012年3月までは御意見番）、あべちゃん、ナオキ兄さん、薦田真理子、豊田明美
- プロデューサー：牛原隆一
- 協力：CRYPTON、ネットユーザーの皆さん
- 製作著作：テレビ東京

### 過去のスタッフ
- ナレーション：古賀慶太（2011年5月1日 - 2012年3月29日）、山下まりの（現・山下真莉乃）（2012年7月12日 - 2013年1月3日）
- 企画：中村直介（LINO）
- 構成：林龍雄、武洋行
- TD・VE：吉田健吾、丸山真平
- TD:穂之上秀男
- VE:佐久間元貴、軒名秀明（池田屋）
- ロケ技術:三好哲也（池田屋）、宮澤一夫（池田屋）、軒名秀明（池田屋）、善方光一（池田屋）
- 技術協力:池田屋、クローク、りおんシステム
- 製作協力:朝香薫（LINO）（2013年4月3日は協力）
- カメラ：滝瀬勝彦、松本裕子、西村光平、田中寿子、丸山真平、岸副実典、徳織雅彦、為末和真、小張雄三（テクノマックス）、榎本大、奥雅人、永久保仁志、山田洋和（池田屋）
- 音声：坂本由貴見、遠藤孝明、斉藤孝行、北原悟（テクノマックス）、野口京治、湯面由香里、吉田岳
- 照明:加藤照比古
- ロゴデザイン：Rod Mond
- 番組ロゴ： 原案：【べりあん】 書：まさむね 素材提供：KK
- メイク：山田かつら
- プランニングアドバイザー：平野大悟
- ワンクールアイドルディレクター:堀米亮平
- ワンクールアイドル企画プロデューサー:望月克成、黒木勝巳（LINO）、宮崎紀彦（LINO）、野崎俊二
- アソシエイツプロデューサー：平野大悟、北條俊正
- 協力：斉藤恵、小室泰樹、ヒロトP、AKS
- 音楽：hanae
- 編集：富田一弘（テクノマックスビデオセンター）、庄司裕幸（テクノマックスビデオセンター）、米沼元之（テクノマックスビデオセンター）、小川洋行（テクノマックスビデオセンター）
- MA：大前智浩（テクノマックスビデオセンター）、大矢研二（テクノマックスビデオセンター）
- 美術：テレビ東京アート
- VTRディレクター：佐々木明夫
- AD：竹虎、斉藤千浩、清田悠聖、永吉ちゃん、マスク姫、仁咲子、山岸良兼
- 制作進行：西野友貴（2012年3月までは協力）
- ディレクター：塩谷俊之、岡安将司

## イベント
2012年3月22日から24日にかけて「皆で作る文化祭ドリクリコンベンション」と題したイベントが開催され、ニコニコ生放送でも流された。3日目の公開収録は48回目の本放送時にも「ドリクリコンペンション特集」として流されている。
イベントや限定グッズの販売などで3日間でのべ2000人が訪れた。
会場：六本木ヒルズ・イベントスペースumu（テレビ東京の番組だが、テレビ朝日のイベントスペースを借りして行われた）
3月22日
13:00 - 15:00 「描いてみたショー」5月病マリオ・せら
16:00 - 17:00 「純情☆ファイター 踊ってみた教室」めろちん・RY☆
19:00 - 21:00 「歌ってみたコンテスト」MC:神田沙也加・蛇足 ゲスト:三重の人・りゃく
3月23日
13:00 - 15:00 「歌ってみたコンテスト」MC:事務員G ゲスト:GARNiDELiA・ゼブラ
16:00 - 17:00 「純情☆ファイター 踊ってみた教室」めろちん・RY☆
18:00 - 19:00 「アレンジ教室」PolyphonicBranch
19:00 - 20:00 「ドリクリスペシャルライブステージ」山根万理奈・鈴木ぷよ
3月24日
14:00 - 17:00 「ドリームクリエイター公開収録」MC:百花繚乱・繁田美貴・白石小百合 ゲスト:桃井はるこ・三重の人・めろちん・岸田メル・エハミック・かにみそP・みうめ・流田Project
※純情☆ファイターSPステージ：DANCEROID

## 関連番組
ドリームクリエイター構成会議 → ドリームクリエイター公式!構成会議 → ドリームクリエイター公式!井戸端会議 → ドリームクリエイター井戸端放送
本編開始ごろから、平日ほぼ毎日であったが2012年7月頃からは不定期でニコニコ生放送で放送。時刻不定。
ドリクリぷらす 〜テレビ東京「ドリームクリエイター」復活への道〜
番組休止中の2012年4月7日から6月23日まで、隔週（最終回のみ1週間間隔）土曜日19:00に、ニコニコ生放送で放送された。全12回。
ドリクリ視聴者の会
2012年9月1日から開始。ドリームクリエイターの収録後に視聴者から番組の感想などを募る番組。毎週水曜日24:00にニコニコ生放送で放送されていた。